# Флаг прокуратуры Российской Федерации
Геральдический знак-эмблема и флаг прокуратуры Российской Федерации являются официальными символами, указывающими на принадлежность к прокуратуре Российской Федерации.

## Флаг
4 октября 2008 года, указом Президента Российской Федерации, в целях реализации единой государственной политики в области геральдики, сохранения и развития исторических традиций, были учреждены флаг и геральдический знак-эмблема прокуратуры Российской Федерации.
 Описание флага

Флаг прокуратуры Российской Федерации представляет собой синее прямоугольное полотнище с Государственным флагом Российской Федерации в крыже.
В центре правой половины полотнища располагается геральдический знак-эмблема прокуратуры Российской Федерации.
Отношение ширины флага к его длине — один к полутора. Отношение площади крыжа к площади флага — один к четырём. Отношение высоты эмблемы к ширине флага — один к двум.

## Эмблема
Описание эмблемы

Золотой двуглавый орёл с поднятыми вверх крыльями, увенчанный одной большой и двумя малыми коронами, соединёнными лентой. Орёл держит в лапах прикрывающий его грудь зелёный, окованный серебром треугольный щит с вырезанными верхними углами. По оковке щита — серебряные скрепы. В поле щита — золотой «столп Закона». Щит наложен на два диагонально перекрещённых серебряных меча остриями вниз.
Геральдический знак-эмблема прокуратуры Российской Федерации может выполняться в одноцветном изображении.
Допускается использование в качестве самостоятельной эмблемы прокуратуры Российской Федерации наложенного на мечи щита с изображением в центре «столпа Закона» (малая эмблема).